# Chorebus obscuripes
Chorebus obscuripes är en stekelart som först beskrevs av Ruschka 1913.  Chorebus obscuripes ingår i släktet Chorebus och familjen bracksteklar. Inga underarter finns listade i Catalogue of Life.